# Codificación predictiva lineal
La codificación predictiva lineal o LPC es un tipo de codificador ampliamente utilizado en audio digital.
En sistemas de procesado de voz, se usa partiendo de la idea de que la voz puede modelarse como una combinación lineal de p muestras anteriores más una señal de error.
{\displaystyle s[n]=(\sum _{k=1}^{p}a_{k}s[n-k])+e[n]}
Donde los coeficientes {\displaystyle a_{k}} se denominan coeficientes LPC (del inglés linear prediction coding).
- Datos: Q1826438
- Multimedia: Linear predictive coding / Q1826438